# Asamblea de Córcega
La Asamblea de Córcega  (en francés: Assemblée de Corse ; en corso: Assemblea di Corsica) es la asamblea regional de la colectividad territorial de Córcega. Está compuesta por 63 consejeros elegidos por sufragio universal directo. Entre sus atribuciones se encuentra la de elegir al Consejo ejecutivo de Córcega. La sede de la Asamblea se encuentra en Ajaccio, en el edificio del antiguo Grand Hôtel Continental. 

## Historia
Antes de 1970, la isla de Córcega era un departamento de la región francesa de Provenza-Alpes-Córcega.
En 1982, a través de la Ley del 2 de marzo de ese año, se crea la Asamblea de Córcega y queda abolido el Consejo Regional Corso. La primera asamblea fue elegida el 8 de agosto de 1982 por sufragio universal directo y escrutinio proporcional plurinominal. Esta primera asamblea electa fue disuelta por el consejo de ministros de Francia en 1984, después de que una Ley del 10 de julio de 1985 modificara el sistema de escrutinio.
En 1991 se dotó a Córcega de un estatuto particular y diferenciado de otras regiones francesas, creando la colectividad territorial corsa.
En 1992 se crearon tres instituciones para la colectividad territorial de Córcega:
- El Consejo Ejecutivo de Córcega, que ejerce las funciones ejecutivas ejercidas por los presidentes de los Consejos Regionales en otros territorios de Francia. Asegura la estabilidad y la consistencia necesarias para manejar los asuntos del territorio.
- La Asamblea Corsa, un cuerpo legislativo unicameral y deliberativo con poderes mayores que los consejos regionales del Hexágono.
- El Consejo Económico, Social y Cultural de Córcega, un órgano asesor.

## Terminología
Los miembros de la Asamblea de Córcega fueron denominados en primer lugar como "consejeros territoriales" en referencia al estatus de Córcega como colectividad territorial. Actualmente son denominados como "consejeros de la Asamblea de Córcega", o de forma cotidiana y/o extraoficial, simplemente "consejeros".

## Poderes
- Desarrollo Económico
- Impuestos
- Energía
- Medio Ambiente
- Vivienda
- Educación y Formación
- Idiomas
- Transporte
- Silvicultura y Agricultura
- Cultura
- Turismo
- Deportes y Juventud

## Composición
Actualmente hay 63 miembros de la Asamblea, elegidos para un mandato de 6 años mediante listas cerradas y dos rondas de votación. Para pasar la primera vuelta, un candidato debe obtener mayoría absoluta, mientras que una mayoría simple es suficiente en la segunda vuelta.
La lista que gana en primera o segunda vuelta obtiene automáticamente 3 escaños como "premio a la mayoría". Los otros escaños son distribuidos basándose en la representación proporcional.
En la primera sesión de consejeros tras un proceso electoral, los consejeros eligen a un Presidente de la Asamblea de Córcega en voto por mayoría simple. En esta ocasión también hay dos vueltas, con el requerimiento de obtener mayoría absoluta para proceder a la segunda vuelta. Al mismo tiempo que la elección del Presidente, la Asamblea también elige a 10 miembros que formarán el Comité del Presidente.
En contraste a los ejecutivos de los consejos regionales, los consejeros corsos no tienen que ser también miembros del Consejo Ejecutivo de Córcega. La elección de los miembros del ejecutivo requiere la aprobación de la Asamblea.
| Grupos de la Asamblea de Córcega |                                |                                    |                                              |                          |         |
| Nombre del grupo parlamentario   | Nombre del grupo parlamentario | Nombre del grupo parlamentario     | Partido o Coalición                          | Portavoz                 | Escaños |
|                                  |                                | Fà populu inseme                   | Femu a Corsica                               | Jean Biancucci           | 32      |
|                                  |                                | Un soffiu novu, un nouveau souffle | Comité central bonapartista Los Republicanos | Laurent Marcangeli       | 17      |
|                                  |                                | Avanzemu                           | Partido de la Nación Corsa Corsica Libera    | Jean-Christophe Angelini | 8       |
|                                  |                                | Core in Fronte                     | Core in Fronte                               | Paul-Félix Benedetti     | 6       |

### Presidentes de la Asamblea de Córcega
| Período    | Presidente                  |
| ---------- | --------------------------- |
| 1982-1984  | Prosper Alfonsi             |
| 1984-1998  | Jean-Paul de Rocca-Serra    |
| 1998-2004  | José Rossi                  |
| 2004-2010  | Camille de Rocca-Serra      |
| 2010-2015  | Dominique Bucchini          |
| 2015-2021  | Jean-Guy Talamoni           |
| Desde 2021 | Marie-Antoinette Maupertuis |